# Tossal de la Canaleta
El Tossal de la Canaleta és una muntanya de 1.361 metres que es troba al municipi de Ribera d'Urgellet, a la comarca de l'Alt Urgell.